# Dowth
Dowth (en irlandais : Dubhadh) est une tombe à couloir du Néolithique, qui se trouve dans la vallée de la Boyne, dans le comté de Meath, en Irlande.
C'est la plus ancienne des trois principales tombes du complexe de tombes à couloir de Brú na Bóinne (« résidence sur la Boyne »), les deux autres étant Newgrange et Knowth. C'est une attraction touristique moins recherchée que ses voisines, en partie parce que la chambre funéraire est beaucoup plus basse, et, en partie, parce que la décoration y est moins riche.

## Historique
Dowth fut partiellement fouillée en 1847, bien qu'elle fût pillée bien longtemps avant par les Vikings et d'autres pillards plus anciens.

## Description
Le tumulus mesure environ 90 m de diamètre et 15 m de hauteur, et il est ceint de pierres taillées, dont certaines sont décorées. Du quartz a été retrouvé hors du parement, montrant que l'entrée était entourée de blanc brillant, comme à Newgrange. Depuis l'ouest, trois couloirs bordés de pierres conduisent à l'intérieur du tumulus.
Le long couloir est traversé par trois seuils en pierre, et se termine par une chambre cruciforme, au toit supporté par des linteaux, et non pas en encorbellement comme à Newgrange et à Knowth. Plusieurs des orthostates du couloir et de la chambre sont décorés avec des spirales, des chevrons, des losanges et des cercles rayonnés. Sur le sol se trouve un bassin monolithique. Le bras droit de la croix mène, après un petit seuil, à une autre longue chambre rectangulaire en forme de L. Cette partie est peut-être la plus ancienne, et elle a été intégrée plus tard dans la conception de la tombe cruciforme. Au sol, se trouve une dalle longue de 2,4 m, dans laquelle a été creusée une dépression ovale. Jusqu'à récemment, on pouvait atteindre la tombe cruciforme en montant par une échelle fixée dans une cage d'acier, puis en rampant parmi des pierres branlantes. Maintenant, l'accès est limité, et les lieux sont protégés par des grilles métalliques.
Une pierre taillée à cupules, marquée d'une spirale et d'un dessin en forme de fleur, désigne l'entrée de la seconde tombe, plus petite, avec un plafond moderne en béton. Cette tombe possède peu de pierres décorées, et un seul renfoncement, massif, sur la droite.
À l'entrée du couloir de la tombe cruciforme, on trouve un souterrain datant du haut Moyen Âge.

## Orientation
Dowth partage avec son voisin Newgrange une célébration solaire particulière au moment du solstice d'hiver. De novembre à février, au coucher du soleil, les rayons atteignent le couloir, puis la chambre du sud. Lors du solstice d'hiver, la lumière du soleil se déplace le long du côté gauche du couloir, atteint la chambre circulaire, illuminant trois pierres.
La pierre centrale convexe réfléchit la lumière vers le renfoncement sombre, éclairant les pierres décorées. Les rayons du soleil ensuite glissent lentement le long de la paroi droite du couloir, et, au bout de deux heures, ils se retirent de Dowth sud.

## Visites
L'accès au site de Dowth est libre, tandis que l'accès à la chambre sud est limité. Les visiteurs doivent demander une clé à la direction du Brú na Bóinne Visitor Centre et laisser une caution. Il n'y a pas d'accès pour le public à la chambre et au couloir nord, ainsi qu'aux souterrains.

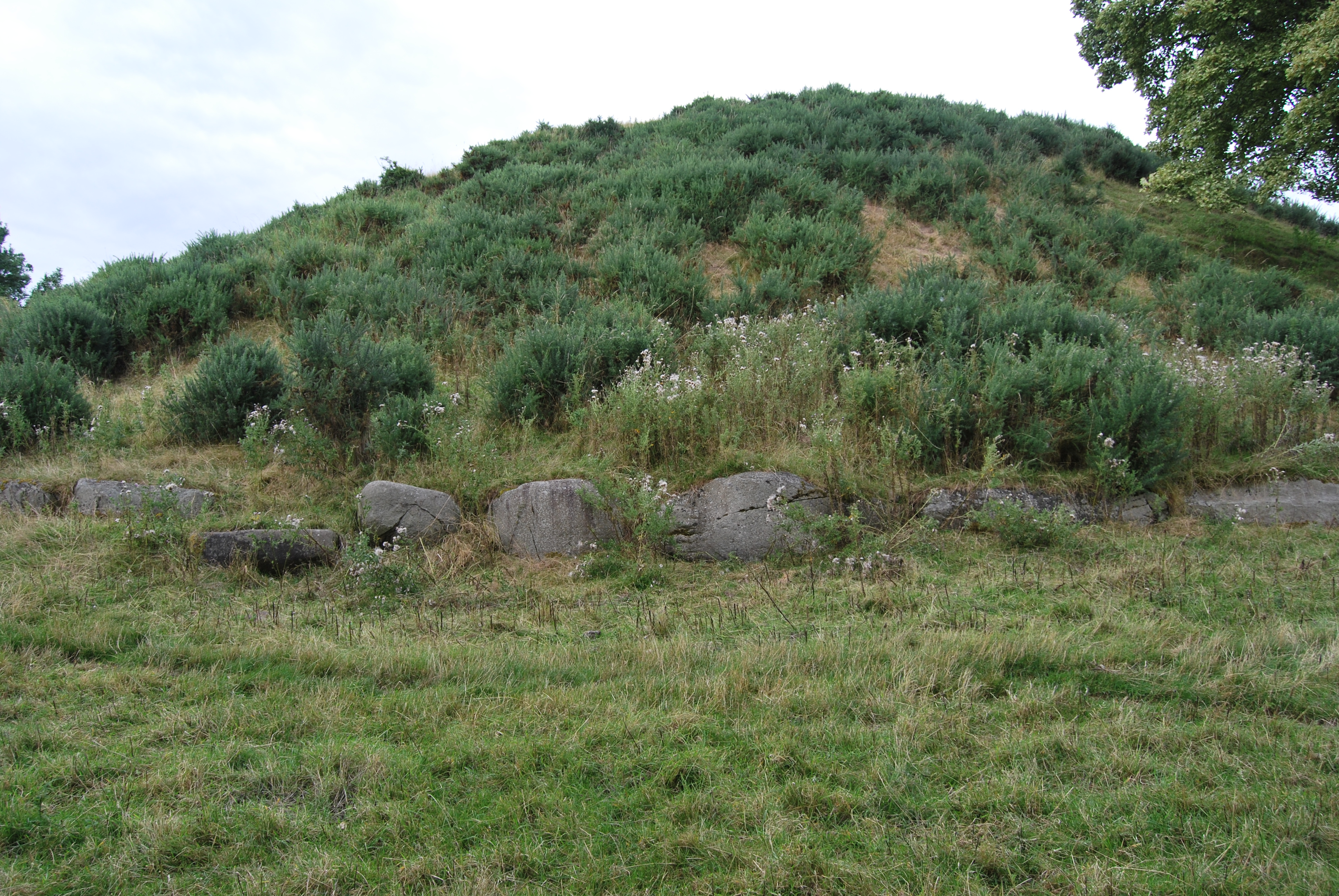
Tumulus de Dowth
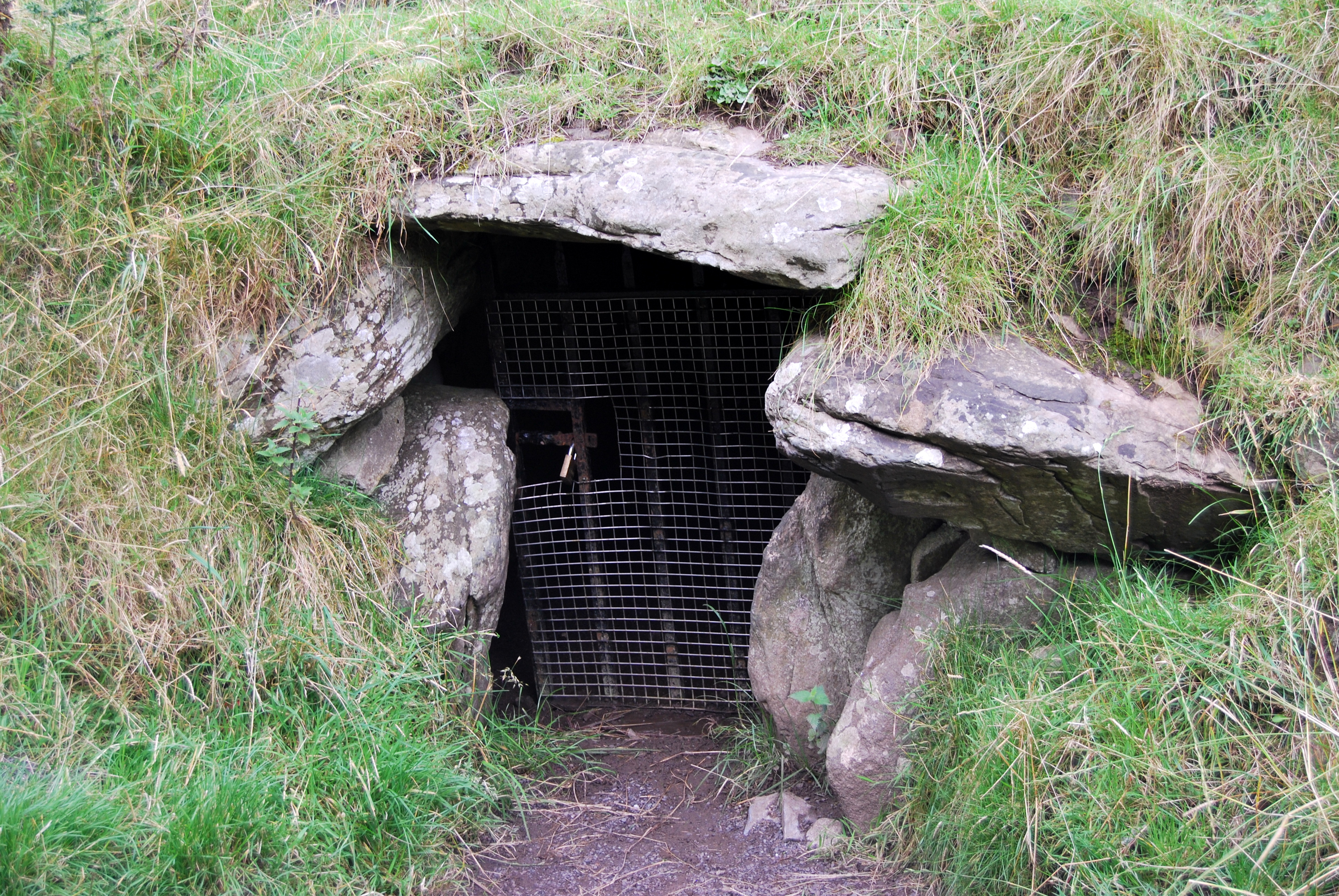
Entrée de la chambre sud
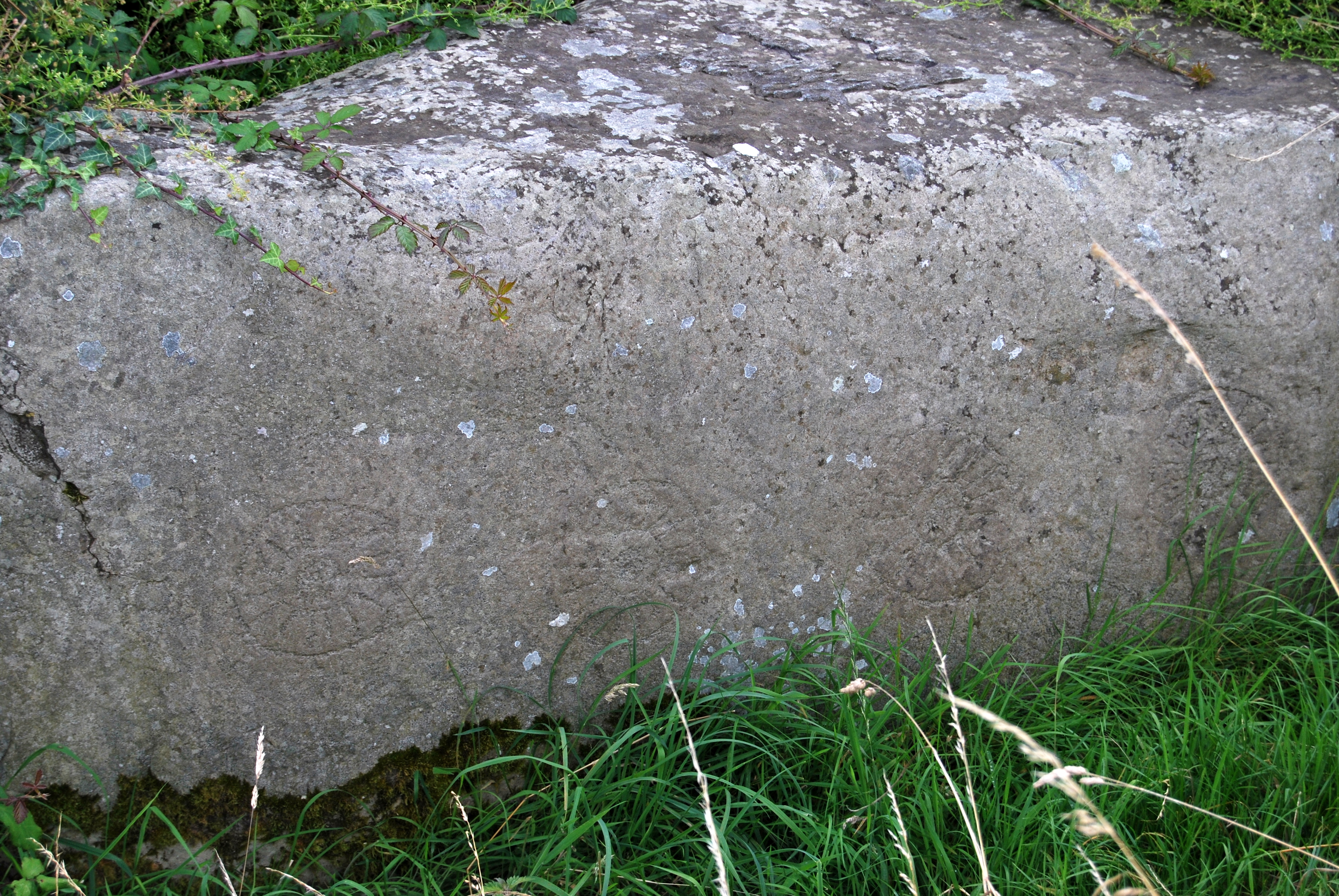
La pierre des sept soleils